# Stigmatoptera dumonti
Stigmatoptera dumonti är en fjärilsart som beskrevs av Hartig 1936. Stigmatoptera dumonti ingår i släktet Stigmatoptera och familjen stävmalar. Inga underarter finns listade i Catalogue of Life.